# 濟南郡
濟南郡，中國古郡名，西漢初年置。高帝時稱博陽郡，為齊國支郡，後改名濟南郡。呂后時分齊國之濟南郡置呂國、濟川國。文帝時置濟南郡。治東平陵縣（故城在今山東省濟南市章丘區龍山北）。武帝時析濟南郡置泰山郡，屬青州刺史部。東漢置濟南國，屢除為郡。魏置濟南國。晉置濟南郡，移治歷城縣。北魏于濟南郡之地置齊州，遂為州治。隋時罷濟南郡，此後至唐，或為齊郡，或為齊州。

## 郡名起源
秦時于今山東西北置濟北郡。漢元年（前206年），項羽封田安為濟北王，都博陽。漢高帝六年（前201年），分濟北郡南部置博陽郡，治博陽（即博縣）。又立長子劉肥為齊王，以臨菑、博陽、濟北、膠東等七郡屬齊國。後博陽郡徙治于東平陵，以其地在濟水之南，遂改名為濟南郡。呂后二年（前186年），“立其兄子酈侯呂臺為呂王，割齊之濟南郡為呂王奉邑”，置呂國。濟南之名始見於此。

## 沿革

### 西漢
呂后七年（前181年），改呂國為濟川國，封惠帝子劉太為濟川王。八年（前180年），呂后崩，除濟川國，徙劉太為梁王。漢文帝元年（前179年），濟南郡復歸齊國。十六年，置濟南國，立劉辟光（齊悼惠王劉肥子）為濟南王。景帝三年（前154年），濟南王劉辟光、膠西王劉卬、膠東王劉雄渠、菑川王劉賢諸兄弟參與七國之亂，濟南王劉辟光伏誅，濟南國除為郡。武帝元狩元年（前122年），釐濟南郡南部置泰山郡。此後，濟南郡轄境大致相當於今山東省濟南市市區、歷城區、章丘區、濟陽區、濱州市鄒平市以及淄博市周村區、淄川區等地。有工官、鐵官。
成帝元延、綏和之際（約前8年），濟南郡領十四縣：
| 縣名     | 縣治所在地                                                         | 建置年代       | 王莽改名 | 備註                                                                   |
| -------- | ------------------------------------------------------------------ | -------------- | -------- | ---------------------------------------------------------------------- |
| 東平陵縣 | 章丘區龍山街道閻家莊東北東平陵故城遺址，現為全國重點文物保護單位。 |                |          | 原齊國之平陵邑，因扶風有平陵，故稱東平陵。有工官、鐵官。晉代改平陵縣。 |
| 鄒平縣   | 今鄒平市孫鎮南                                                     |                |          | 古鄒國，春秋時滅於齊國，置鄒邑。                                       |
| 臺縣     | 推測在今歷城區東北或章丘區北部                                     | 原齊國之臺邑。 | 臺治     |                                                                        |
| 梁鄒縣   | 鄒平市韓店鎮舊口村                                                 |                |          |                                                                        |
| 土鼓縣   | 章丘區東北                                                         |                |          |                                                                        |
| 於陵縣   | 鄒平市臨池鎮古城村西南一公里處於陵故城遺址                         |                | 於陸     | 都尉治所。                                                             |
| 陽丘縣   | 章丘區北                                                           |                |          |                                                                        |
| 般陽縣   | 淄博市淄川區般陽路街道留仙湖公園一帶                               |                |          |                                                                        |
| 菅縣     | 章丘區西北                                                         |                |          |                                                                        |
| 朝陽侯國 | 鄒平市魏橋鎮甜水村西                                               |                | 修治     | 高帝時為華寄封國，宣帝時為廣陵厲王劉胥子劉勝封國。                     |
| 歷城縣   | 歷下區歷城舊縣城                                                   |                |          | 有鐵官。                                                               |
| 猇侯國   | 章丘區北                                                           |                | 利成     | 趙敬肅王劉彭祖子劉起封國。                                             |
| 著縣     | 濟陽區西                                                           |                |          |                                                                        |
| 宜成侯國 | 商河縣一帶                                                         |                |          |                                                                        |

### 東漢
王莽時改濟南為樂安。東漢初，為張步所據。漢光武帝建武五年（29年），耿弇破張步，平定青州。般陽縣入齊郡。十五年（39年）四月，封皇子劉康為濟南公。十七年十月，進爵為王。三十年（54年），“以平原之祝阿、安德、朝陽、平昌、濕陰、重丘六縣益濟南國”。明帝永平中，改朝陽為東朝陽，平昌為西平昌。又以濟南王康圖謀不軌，“削濟南國之祝阿、濕陰、東朝陽、安德、西平昌五縣”入平原郡。重丘縣蓋永平中省併。章帝建初八年（83年），上述五縣還屬濟南。之後再次劃歸平原。
約在安帝年間，濟南國領十縣：東平陵縣、著縣、於陵縣、臺縣、菅縣、土鼓縣、梁鄒縣、鄒平縣、東朝陽縣、歷城縣。
安帝延光四年（125年），濟南王劉香薨，無嗣國除。順帝永建元年（126年），以阜陽侯劉顯為濟南王。桓帝永興元年（153年），濟南王劉廣薨，無嗣國除。靈帝熹平三年（174年），以河間王劉利子劉康為濟南王。光和末，曹操為濟南相，“國有十餘縣”，應是漢末有所增置。建安十二年（207年），黃巾軍攻佔東平陵，殺濟南王劉贇，其後劉贇子劉開嗣立。

#### 東漢濟南王

##### 劉庾
劉庾（？－？），一名劉康，為河間安王劉利之子，東漢第6任濟南王。
熹平三年（174年）六月封濟南王（治所在东平陵县，今山东省济南市章丘区西平陵城），奉孝仁皇祀。其在位年份及在位年數均不明。
劉庾有1個兒子，劉贇。

##### 劉贇
劉贇（？－207年），一名刘斌，為济南王劉庾之子，東漢第7任濟南王。
汉灵帝熹平三年（174年）六月，其父劉庾被封为济南王，奉孝仁皇刘苌（汉灵帝之父）之祀。刘康薨，劉赟嗣为济南王。曹操担任济南相时，济南王为劉贇。劉贇为汉献帝的子侄辈，汉献帝建安十二年（207年）十月十七日，黄巾军杀害济南王劉赟。
劉贇有1個兒子，劉開。

##### 劉開
劉開（？－？）為济南王劉贇之子，東漢第8任（末任）濟南王。
汉献帝建安十二年（207年），黄巾军杀害济南王劉贇。劉開嗣位济南王（治所在东平陵县，今山东省济南市章丘区西平陵城）。劉開为汉献帝的孙辈，是汉朝辈分最低的诸侯王。劉開在位十三年，延康元年（220年）魏文帝受禅，废除济南国，降劉開为崇德侯。
劉開的子女無考。

### 魏晉
魏黃初元年（220年），魏文帝曹丕受禪，以濟南王劉開為崇德侯，國除為郡。齊王芳正始七年（246年），徙任城王曹楷為濟南王，置濟南國。轄東平陵、歷城、祝阿、濕陰、著、臺、菅、東朝陽、鄒平、梁鄒、土鼓、於陵，共十二縣。魏滅蜀漢後，遷蜀地豪族于濟南郡北部，置濟岷郡。
西晉太康初，濟南國除為郡，改東平陵為平陵，以東朝陽、梁鄒入樂安郡。懷帝永嘉中移治歷城縣。十六國時期先後為後趙、前燕、前秦、後燕、南燕所據。義熙四年（410年），劉裕滅南燕，復歸東晉。

### 南北朝、隋唐
宋初，濟南郡屬青州，領歷城、朝陽、著、土鼓、逄陵、平陵六縣。元嘉九年（432年），僑置冀州於歷城。宋明帝泰始四年（468年），魏將慕容白曜攻佔歷城，濟南入北魏。北魏置齊州，轄濟南、東魏、廣川、東平原、東清河等郡。北魏承明元年（476年），以拓跋羅拔為濟南王。太和七年（483年），濟南國除為郡。
隋開皇三年（583年）廢濟南郡。大業三年（607年），改齊州為齊郡。唐初復置齊州。天寶五年（746年）改齊郡為濟南郡。下轄历城县、禹城县、临济县、章丘县、亭山县、临邑县、丰齐县（今山东省济南市槐荫区兴福街道古城村）、全节县（今山东省济南市历城区孙村街道全节河），754年，废济阳郡，长清县来属濟南郡。乾元元年（758年）仍為齊州。

## 人口
漢平帝元始二年（2年），濟南郡有140761戶，642884人。約佔當時全國人口的1.12%。人口密度約為每平方公里93.33人。漢順帝永和五年（140年），濟南郡約有78544戶，453308人。

## 太守
漢代
- 郅都，河東楊人，漢景帝時濟南太守。
- 鄭當時，陳郡人，漢武帝時濟南太守。
- 公孫遂，武帝時濟南太守，元封年間伐朝鮮。
- 王卿，琅琊人，漢武帝太初年間為濟南太守。
- 王賢，漢宣帝時濟南太守。
- 耿艾，鉅鹿宋子人，更始帝時濟南太守。耿純之父。
- 王梁，漁陽要陽人，雲臺二十八將之一，漢光武帝建武七年為濟南太守。
- 孫訓，東漢後期（約漢順帝時）濟南太守。

南北朝
- 蕭承之，宋文帝元嘉中為濟南太守。其子蕭道成追諡為齊宣帝。
- 申恬，魏郡人。宋元嘉二十一年為濟南太守。
- 溫恭，北魏時濟南太守。

唐代
- 李某（745年）
- 李延業（749年）
- 李遵（751年）
- 田琦（753年）
- 李隨（755年）[21]

## 遺跡
- 東平陵故城遺址
- 洛莊漢墓
- 危山漢墓